# Golubinje
Golubinje (en serbe cyrillique : Голубиње) est un village de Serbie situé dans la municipalité de Majdanpek, district de Bor. Au recensement de 2011, il comptait 747 habitants.
Golubinje est officiellement classé parmi les villages de Serbie.

## Démographie

### Évolution historique de la population
| 1948  | 1953  | 1961  | 1971  | 1981  | 1991  | 2002  | 2011 |
| ----- | ----- | ----- | ----- | ----- | ----- | ----- | ---- |
| 1 907 | 1 983 | 2 073 | 1 755 | 1 566 | 1 305 | 1 079 | 747  |

|  |